# Pedro Pablo Elizondo Cárdenas

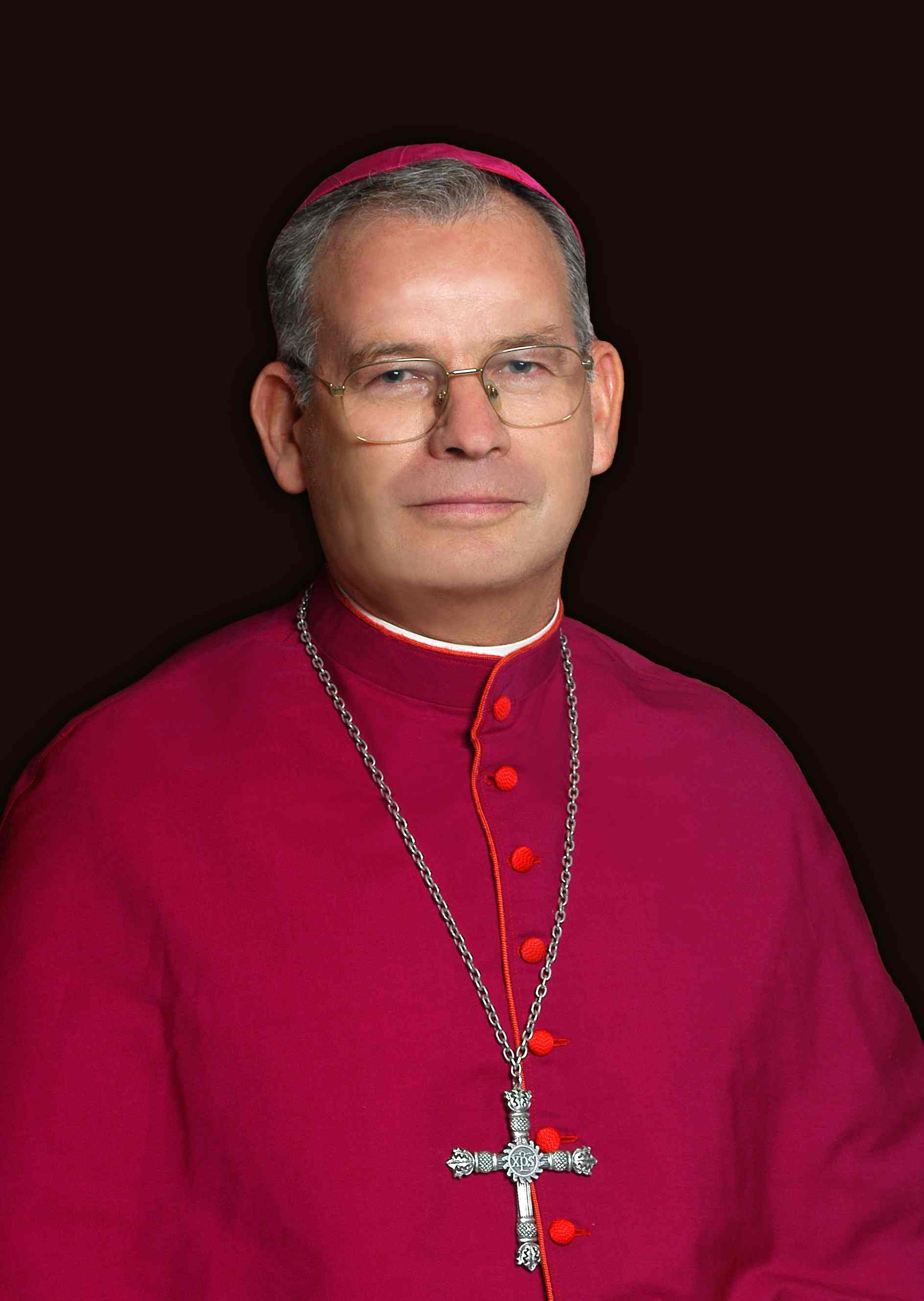
Pedro Pablo Elizondo Cárdenas LC

Pedro Pablo Elizondo Cárdenas LC (* 4. September 1949 in San José de Gracia, Michoacán) ist ein mexikanischer Ordensgeistlicher und römisch-katholischer Bischof von Cancún-Chetumal.

## Leben

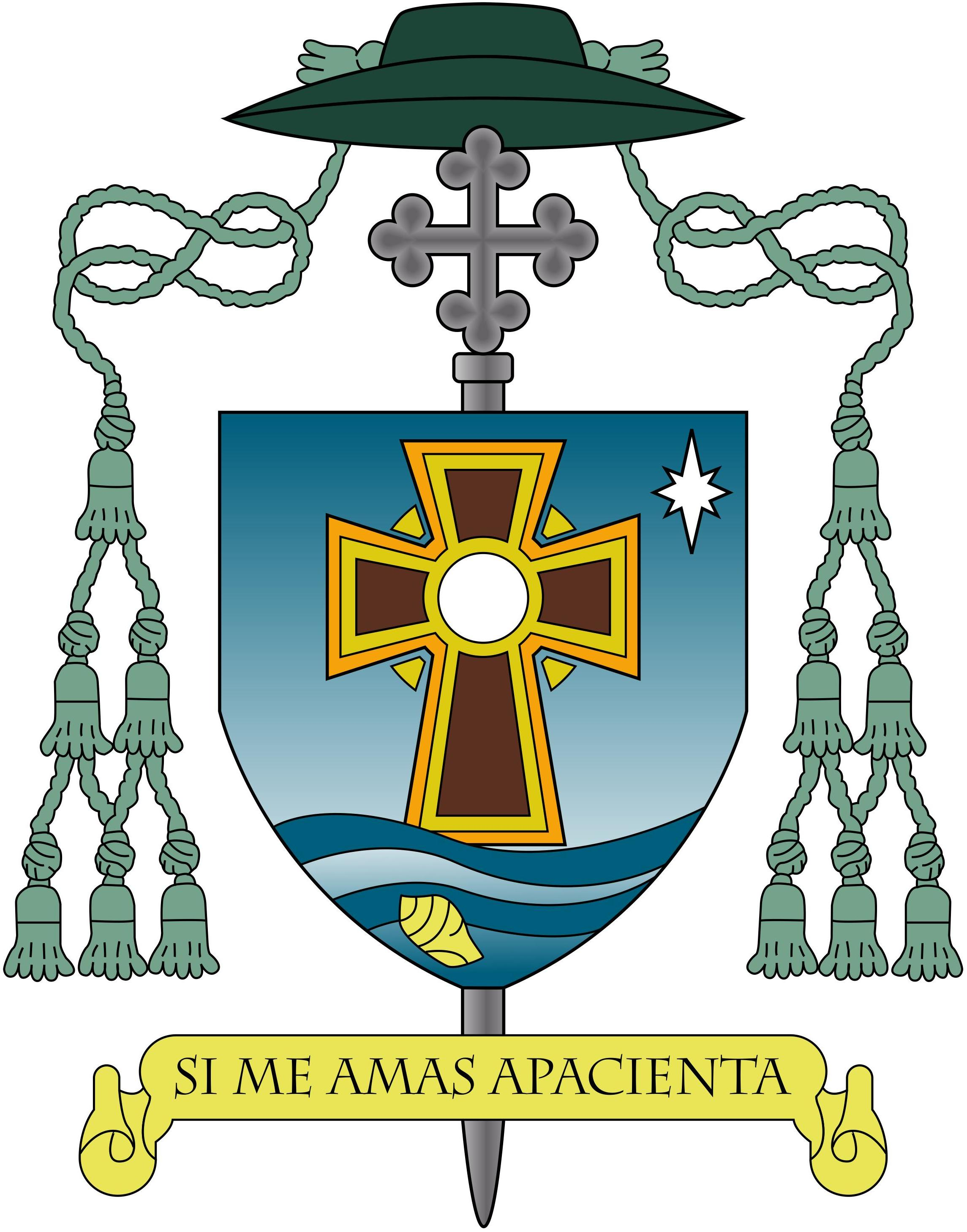
Bischofswappen

Elizondo Cárdenas trat der Ordensgemeinschaft der Legionäre Christi bei und legte 1974 Profess ab. Er studierte Philosophie an der Päpstlichen Universität Gregoriana in Rom und Theologie an der Päpstlichen Universität Heiliger Thomas von Aquin in Rom. Am 24. Dezember 1982 empfing er die Priesterweihe. Er war in der Seelsorge tätig und Novizenmeister in den Seminaren der Legionäre Christi im spanischen Salamanca und im US-amerikanischen Cheshire.
Pedro Pablo Elizondo Cárdenas war Professor für spanische Pastoral im Priesterseminar des Erzbistums New York sowie Rektor der Priesterseminare der Legionäre in Santiago de Chile und Dublin.
Am 26. Oktober 2004 ernannte ihn Papst Johannes Paul II. zum Prälaten der Territorialprälatur Cancún-Chetumal im mexikanischen Bundesstaat Quintana Roo. Die Bischofsweihe spendete ihm am 22. November 2004 Erzbischof Giuseppe Bertello, Apostolischer Nuntius in Mexiko; Mitkonsekratoren waren Emilio Carlos Berlie Belaunzarán, Erzbischof von Yucatán, und sein Amtsvorgänger Bischof Jorge Bernal Vargas LC. Sein bischöflicher Wahlspruch ist Si me amas, apacienta. (Etwa: Wenn du mich liebst, weide (meine Schafe). Vgl. (Joh 21,15 ))
In der mexikanischen Bischofskonferenz war er Vorsitzender der Regionalkonferenz Yucatán (2007–2009).
Mit der Erhebung der Territorialprälatur zum Bistum Cancún-Chetumal am 15. Februar 2020 ernannte ihn Papst Franziskus zum ersten Diözesanbischof.